# Liste der österreichischen Justizminister

## Erste Republik
| Nr. | Bundesminister              | Amtsantritt        | Partei                  | Anmerkungen und wichtige Veränderungen dieser Amtszeit                                  |
| --- | --------------------------- | ------------------ | ----------------------- | --------------------------------------------------------------------------------------- |
| 1   | Julius Roller               | 30. Oktober 1918   | Deutschnationale Partei | Staatssekretär für Justiz (Staatsregierung Renner I)                                    |
| 2   | Richard Bratusch            | 15. März 1919      | Beamter                 | Staatssekretär für Justiz (Staatsregierung Renner II)                                   |
| 3   | Rudolf Ramek                | 17. Oktober 1919   | CS                      | Staatssekretär für Justiz (Staatsregierung Renner III)                                  |
| 4   | Matthias Eldersch           | 24. Juni 1920      | SDAP                    | Staatssekretär für Justiz (Staatsregierung Renner III)                                  |
| 5   | Julius Roller               | 7. Juli 1920       | Deutschnationale Partei | Staatssekretär für Justiz (Staatsregierung Mayr I), ab 10. November 1920 Bundesminister |
| 6   | Rudolf Paltauf              | 20. November 1920  | Beamter                 | (Bundesregierung Mayr II, Schober I, Schober II)                                        |
| 7   | Leopold Waber               | 31. Mai 1922       | GDVP                    | (Bundesregierung Seipel I)                                                              |
| 8   | Felix Frank                 | 17. April 1923     | GDVP                    | (Bundesregierung Seipel II)                                                             |
| 9   | Leopold Waber               | 20. November 1924  | GDVP                    |                                                                                         |
| 10  | Franz Dinghofer             | 20. Oktober 1926   | GDVP                    |                                                                                         |
| 11  | Ignaz Seipel                | 4. Juli 1928       | CS                      |                                                                                         |
| 12  | Franz Slama                 | 6. Juli 1928       | GDVP                    |                                                                                         |
| 13  | Franz Hueber                | 30. September 1930 | Heimwehr                |                                                                                         |
| 14  | Hans Schürff                | 4. Dezember 1930   | GDVP                    |                                                                                         |
| 15  | Johann Schober              | 30. Mai 1930       | Beamter                 |                                                                                         |
| 16  | Hans Schürff                | 20. Juni 1931      | GDVP                    |                                                                                         |
| 17  | Kurt Schuschnigg            | 29. Jänner 1932    | CS                      |                                                                                         |
| 18  | Egon Berger-Waldenegg       | 10. Juli 1934      | Heimwehr                |                                                                                         |
| 19  | Robert Winterstein          | 17. Oktober 1935   | VF                      |                                                                                         |
| 20  | Hans von Hammerstein-Equord | 14. Mai 1936       | VF                      |                                                                                         |
| 21  | Adolf Pilz                  | 3. November 1936   | VF                      |                                                                                         |
| 22  | Ludwig Adamovich            | 16. Februar 1938   | VF                      |                                                                                         |
| 23  | Franz Hueber                | 11. März 1938      | NSDAP                   | (Bundesregierung Seyß-Inquart)                                                          |

Parteien
 CS  Christlichsoziale Partei
 GDVP  Großdeutsche Volkspartei
 NSDAP  Nationalsozialistische Deutsche Arbeiterpartei
 SDAP  Sozialdemokratische Arbeiterpartei Deutschösterreichs
 VF  Vaterländische Front

## Zweite Republik
| Nr. | Bundesminister                                             | Amtsantritt        | Partei                                   | Anmerkungen und wichtige Veränderungen dieser Amtszeit |
| --- | ---------------------------------------------------------- | ------------------ | ---------------------------------------- | --- |
| 1   | Josef Gerö                                                 | 27. April 1945     | Unabh.                                   | Staatssekretär (Provisorische Staatsregierung Renner 1945), Bundesminister (Bundesregierung Figl I) |
| 2   | Otto Tschadek                                              | 8. November 1949   | SPÖ                                      | |
| 3   | Josef Gerö                                                 | 16. September 1952 | Unabh.                                   | |
| 4   | Adolf Schärf                                               | 30. Dezember 1954  | SPÖ                                      | Vizekanzler |
| 5   | Hans Kapfer                                                | 17. Jänner 1955    | Beamter                                  | |
| 6   | Otto Tschadek                                              | 29. Juni 1956      | SPÖ                                      | |
| 7   | Christian Broda                                            | 23. Juni 1960      | SPÖ                                      | - Richterdienstgesetz 1961 |
| 8   | Hans Klecatsky                                             | 19. April 1966     | Unabh.                                   | Bundesregierung Klaus II - Organhaftpflichtgesetz 1967 - Bundesgesetz über den Obersten Gerichtshof 1968 - Abschaffung von Todesstrafe, standgerichtlichem Verfahren und Ausnahmegerichtsbarkeit 1968 - Strafvollzugsgesetz 1969 - Bewährungshilfegesetz 1969 - Strafrechtliches Entschädigungsgesetz 1969 |
| 9   | Christian Broda                                            | 21. April 1970     | SPÖ                                      | Bundesregierung Kreisky I, II, III und IV - Strafgesetzbuch 1975 - Strafprozessordnung 1975 - Novellierung des ABGB/Familienrecht - Konsumentenschutzgesetz 1979 - Mietrechtegesetz 1981 |
| 10  | Harald Ofner                                               | 25. Mai 1983       | FPÖ                                      | Bundesregierung Sinowatz, Vranitzky I |
| 11  | Egmont Foregger                                            | 21. Jänner 1987    | Beamter                                  | |
| 12  | Nikolaus Michalek                                          | 17. Dezember 1990  | Unabh.                                   | |
| 13  | Michael Krüger                                             | 4. Februar 2000    | FPÖ                                      | |
| 14  | Dieter Böhmdorfer                                          | 2. März 2000       | Unabh. , von FPÖ nominiert               | - Novellierung der Zivilprozessordnung 1895 - Novellierung der Strafprozessordnung 1975 - Novellierung des ABGB/Gewährleistungsrecht |
| 15  | Karin Gastinger (Name bis 23. Juli 2005: Karin Miklautsch) | 25. Juni 2004      | bis 25. September 2006 BZÖ , dann Unabh. | Erstmalig eine Frau als Justizministerin. |
| 16  | Maria Berger                                               | 11. Jänner 2007    | SPÖ                                      | |
| 17  | Johannes Hahn                                              | 2. Dezember 2008   | ÖVP                                      | Da Bandion-Ortner durch das BAWAG-Urteil verhindert war, übernahm Wissenschaftsminister Hahn interimistisch auch das Justizressort. |
| 18  | Claudia Bandion-Ortner                                     | 15. Jänner 2009    | Unabh. , von ÖVP nominiert               | |
| 19  | Beatrix Karl                                               | 21. April 2011     | ÖVP                                      | |
| 20  | Wolfgang Brandstetter                                      | 16. Dezember 2013  | Unabh. , von ÖVP nominiert               | vom 17. Mai 2017 bis 18. Dezember 2017 Vizekanzler |
| 21  | Josef Moser                                                | 18. Dezember 2017  | Unabh. , von ÖVP nominiert               | ab 8. Jänner 2018 Bundesminister für Verfassung, Reformen, Deregulierung und Justiz |
| 22  | Clemens Jabloner                                           | 3. Juni 2019       | Unabh.                                   | Vizekanzler |
| 23  | Alma Zadić                                                 | 7. Jänner 2020     | GRÜNE                                    | bis 28. Jänner 2020 Bundesministerin für Verfassung, Reformen, Deregulierung und Justiz ab 29. Jänner 2020 Bundesministerin für Justiz ab kurz vor ihrer ersten Geburt (am 6. Jänner 2021) von Jänner bis 15. März 2021 für etwa 10 Wochen vertreten durch Werner Kogler ab kurz vor ihrer zweiten Geburt (am 6. Dezember 2024) für gut Monate Dezember 2024 – 9. Februar 2025 vertreten durch Johannes Rauch |
| 23  | Anna Sporrer                                               | 3. März 2025       | SPÖ                                      | |

| BZÖ   | Bündnis Zukunft Österreich                                                                                                 |
| FPÖ   | Freiheitliche Partei Österreichs, von 1949 bis 1956 VdU (Verband der Unabhängigen, auch Wahlpartei der Unabhängigen (WdU)) |
| GRÜNE | Die Grünen – Die Grüne Alternative                                                                                         |
| ÖVP   | Österreichische Volkspartei                                                                                                |
| SPÖ   | Sozialistische Partei Österreichs, ab 1991 Sozialdemokratische Partei Österreichs                                          |